# ジャマール・モズリー
ジャマール・モズリー（Jamahl Mosley, 1978年10月6日 - ）は、アメリカ合衆国・ウィスコンシン州ミルウォーキー出身の元プロバスケットボール選手、バスケットボール指導者。NBAのオーランド・マジックでヘッドコーチを務めている。

## 来歴

### 現役時代
コロラド大学ボルダー校で4年間プレーした後、NBLやLEBオロなどの海外リーグでプレーし、2005年に現役引退した。

### コーチ時代
2005年にNBAのデンバー・ナゲッツの選手育成コーチに就任した。2007年からはアシスタントコーチを務めた。
2010年にクリーブランド・キャバリアーズのアシスタントコーチに就任した。
2014年にダラス・マーベリックスのアシスタントコーチに就任した。
2021年7月11日にオーランド・マジックのヘッドコーチに就任した。